# Fuet

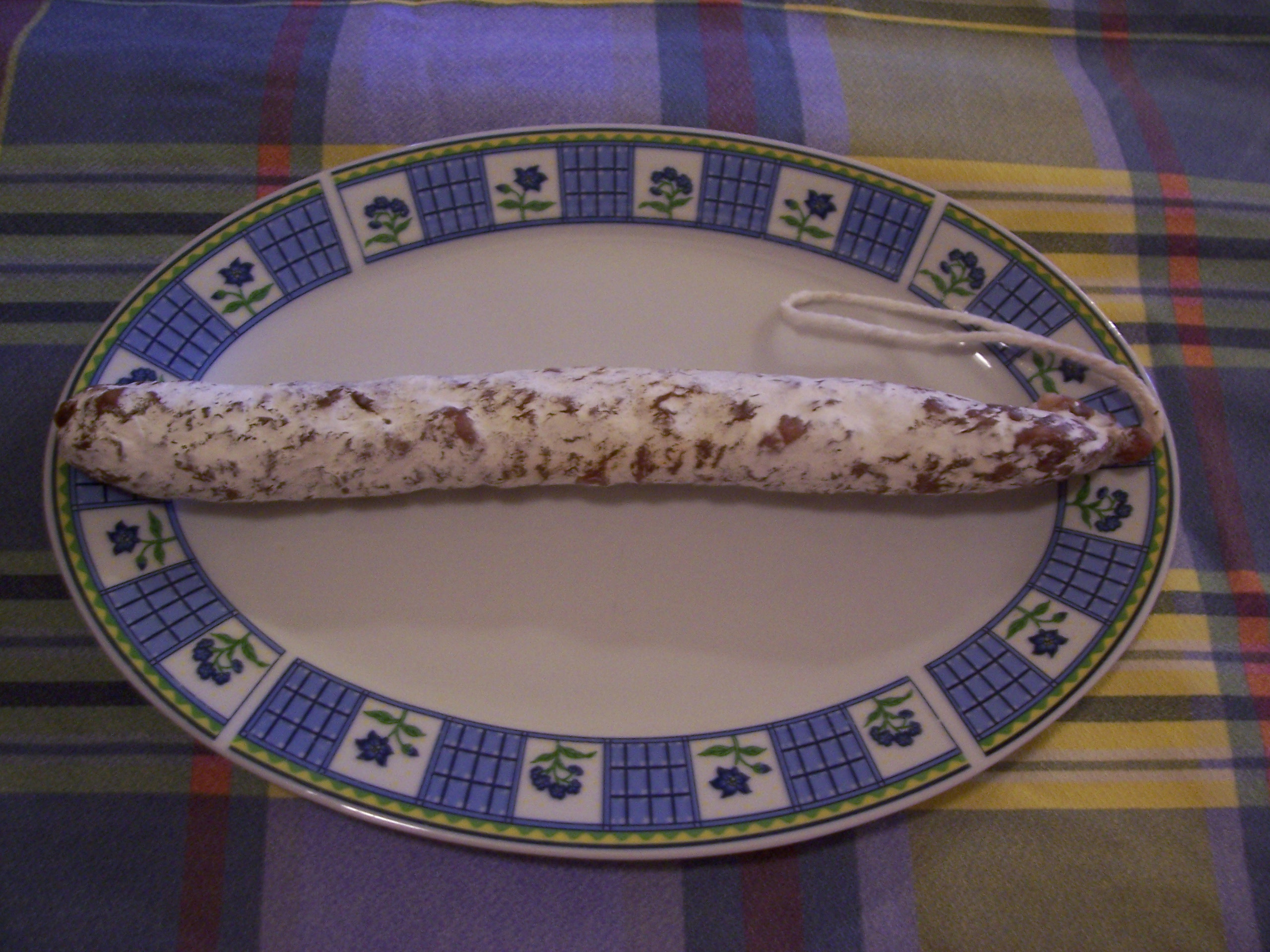
Fuet.

Fuet (katalanska för piska) är en katalansk korv gjord på rimmat och torkat griskött.